# Ernst Erikssons Båtvarv
Ernst Erikssons Båtbyggeri, eller Flottsunds Nya Båtvarv, var ett litet småbåtsvarv i Sunnersta i Flottsund i Uppsala kommun.
Båtbyggaren Ernst Eriksson (1895 eller 1896–1940) grundade varvet någon gång från 1927 och drev det till sin död 1940. Den mest kända båten han byggde var den k-märkta M/S Bellman, en stor motorbåt för passagerartrafik, som konstruerades av C.G. Pettersson och som byggdes 1938 för omnibusägaren Walfrid Wikman (1881–1943) i Sigtuna och sattes i trafik på traden Stockholm - Sigtuna - Skokloster - Uppsala under namnet Sigtunaturisten.